# José María Meliá Bernabeu
José María Meliá Bernabeu "Pigmalión" (Cabanyal, 1885 - Peníscola, 1974) va ser un astrònom, escriptor, periodista i mestre autodidacta valencià.

## Biografia
Nascut al Cabanyal en 1885, va estudiar nàutica i va establir una estreta amistat amb el novel·lista valencià Vicente Blasco Ibáñez, del qual va ser secretari a França durant la Primera Guerra Mundial.
Amb el pseudònim Pigmalión va publicar diversos articles de divulgació sobre temes d'astronomia en la premsa local. Va ser col·laborador habitual a la premsa escrita valenciana del segle xx, i en especial a Radio Valencia, on transmetia conferències radiofòniques sobre diversos temes, especialment articles sobre astronomia, meteorologia i cultura general, amb especial predilecció pels personatges femenins. Va ser guardonat amb el Premi Ondas de ràdio en 1960. En l'àmbit literari, és autor de tres llibres: "Blasco Ibáñez, novelista", "Conferencias" i "Una velada astronòmica en Peníscola", i traductor d'una obra de l'escriptora italiana Mura, "La traviesa camarera del amor".
És coneguda la seua presència en tertúlies organitzades a les llars d'alguns artistes i intel·lectuals de València, com les tertúlies a casa del músic Joan Lamote de Grignon i Bocquet.
Va morir a Peníscola en 1974, i per petició expressa al seu testament les seues restes mortals es troben al cementiri d'aquesta localitat. Va llegar la seua extensa biblioteca, amb més de 9.000 títols, a l'Ajuntament de Peníscola. D'aquests, actualment queda la meitat de la biblioteca, que resta tancada al públic al trobar-se sense catalogar. En el seu honor, hi ha un carrer al barri de Benicalap de la ciutat de València amb el seu nom.

## Obres
- Una velada astronómica en Peñíscola y seis conferencias radiofónicas.
- Blasco Ibáñez, novelista' (1963). Reeditada, amb correccions i ampliacions, el 1967 amb el títol Blasco Ibáñez novelista y su Universidad Popular.[1]
- Conferencias